# Irene Koss
Irene Koss (Hamburg, 3 augustus 1928 – München, 1 mei 1996) was een Duitse actrice en de eerste tv-omroepster van Duitsland.

## Biografie
Koss was de dochter van een Hamburgse sigarenhandelaar. Na balletlessen te hebben gevolgd en een opleiding tot acteur te hebben gevolgd, debuteerde Irene Koss in 1946 bij Hardy Krüger in de komedie Der zerbrochene Krug in de Landesbühne Hannover. Later werd ze gecontracteerd bij de Hamburger Kammerspiele. Ze speelde onder meer samen met Lil Dagover.
Toen de NWDR in 1950 op zoek was naar een programma-omroeper, koos Hanns Farenburg Koss als een geschikt televisiegezicht. Ze maakte haar eerste tv-aankondiging op 25 september 1952 als onderdeel van de eerste testuitzendingen van de NWDR. Toen het reguliere programma op 25 december 1952 werd uitgezonden, leidde zij het programma ook. Aanvankelijk ontving ze een loon van 20 DM per aankondigingsdag, later werkte ze tot 1962 bij de NDR en had ze tegelijkertijd de leiding over de kindertelevisieles als auteur en presentator. Ze was ook actief als spreker voor verschillende platenproducties en schreef kinderboeken zoals Schnurzelpurz (1959). In 1961 en 1962 ontving ze van het jeugdblad BRAVO de zilveren BRAVO Otto.
Irene Koss was sinds 1962 getrouwd met sportverslaggever en regisseur Sammy Drechsel en woonde na hun huwelijk in München. Zij en haar man hadden samen twee dochters. Na de dood van Drechsel in 1986 werkte ze achter de schermen van de Münchner Lach- und Schießgesellschaft die hij oprichtte en bouwde ze het cabaretarchief op.

## Overlijden
Irene Koss overleed in mei 1996 op 67-jarige leeftijd aan complicaties door kanker. Het gemeenschappelijke graf van het echtpaar bevindt zich op de begraafplaats Noord-München (grafmuur rechts nr. 244).